# إرنست هوغو هاينريش
إرنست هوغو هاينريش (بالألمانية: Ernst Hugo Heinrich Pfitzer) (و. 1846 – 1906 م) هو عالم نبات، وأستاذ جامعي من ألمانيا . ولد في كونيغسبرغ .
وهو عضو في الأكاديمية البروسية للعلوم .
توفي في هايدلبرغ .